# Nemo me impune lacessit
Никто не тронет меня безнаказанно (лат. Nemo me impune lacessit) — королевский шотландский девиз, исторически используемый королевством Шотландии на Королевском гербе Шотландии. Первоначально данный девиз на латыни принадлежал шотландской правящей династии Стюартов. Впервые этот девиз появился на шотландских монетах в правление Якова VI Стюарта. В настоящее время этот девиз используется монархами Великобритании во время их пребывания в Шотландии.
Также это девиз шотландского рыцарского ордена Чертополоха, шотландской гвардии, полков Чёрной Стражи британской армии, Королевского полка Шотландии (в том числе полка Королевских шотландцев).

## Возможное происхождение девиза
По легенде, при обороне древнего шотландского царства, во время ночного нападения датчан, один из них вскричал от боли, наступив на чертополох, тем самым подняв тревогу шотландских защитников. В девизе «никто не тронет меня безнаказанно», «меня» первоначально означало сам чертополох, но сейчас, очевидно, ссылается на шотландскую корону и шотландские полки, которые его приняли.
Девиз был выбит на ребре выпущенной в 1984 «шотландской» штамповки однофунтовой монеты. Он также упоминается Эдгаром По в рассказе «Бочонок амонтильядо» (По был усыновлён шотландским купцом), Сомерсетом Моэмом в романе «Театр», а также Станиславом Лемом в романе «Фиаско».
Non inultus premor («Меня не задевают безнаказанно»), аналогичный девиз, связанный с эмблемой, изображающей чертополох, является символом Нанси (Франция).